# Superjúpiter

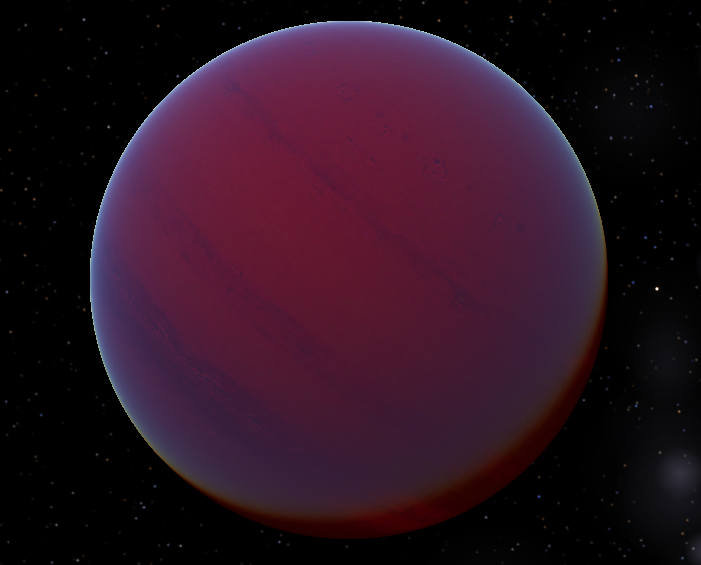
Concepção artística de HD 29587 B uma anã marrom que orbita a estrela HD 29587, estima-se que este objeto tenha uma massa 55 vezes maior do que Júpiter.

Um superjúpiter é um objeto astronômico muito mais massivo do que o planeta Júpiter. Por exemplo, subestrelas companheiras próximas do limite de anãs marrons foram qualificadas como superjupiteres, como a que orbita Kappa Andromedae.

## Características
Os superjupiteres, ainda que possam ter várias vezes a massa de Júpiter, tem um raio muito semelhante (uma ou duas vezes o seu raio) porque quanto mais massivo é um objeto, mais intensa a força de gravidade sobre si mesmo, que tende a reduzir seu raio.
A linha entre superplanetas e anãs marrons é um pouco difusa. De acordo com o União Astronômica Internacional (UAI), considera-se que um corpo celeste com mais de 13 massas de Júpiter (equivalente a 4133 vezes a massa da Terra) é uma anã marrom, já que com esta massa é teoricamente possível consumir deutério por reações nucleares em seu interior. No entanto, em 2002 a equipe de astrônomos do Observatório de Genebra descobriu o que parecia ser um planeta muito massivo que orbita muito perto da estrela HD 202206. As evidências mostraram que o planeta tinha uma massa superior a 17 massas de Júpiter, de modo que, em teoria, deveria ser classificado como uma anã marrom. No entanto, o objeto se comporta exatamente como um planeta; ainda tem uma sincronia 5:1 com o segundo planeta do sistema estelar.
Em 2011 já existiam 180 objetos conhecidos classificadas como superjupiteres, alguns quentes e outros frios. Embora o seu peso seja maior que o de Júpiter, muitas continuam tendo o mesmo tamanho, mesmo aqueles que são 80 vezes mais massivos. Isto significa que a sua gravidade superficial e densidade sobem proporcionalmente à sua massa. O aumento da massa compacta o planeta devido à gravidade, impedindo o mesmo de ser maior. Os superjupíters podem ser até três vezes mais densos do que o elemento mais denso conhecido, o ósmio, cuja densidade e gravidade chega a ser uma centena de vezes mais forte do que a da Terra. Em comparação, os planetas um pouco mais leves do que Júpiter podem ser maiores, os chamados "planetas inchados" (gigantes gasosos com um grande diâmetro, mas de baixa densidade). Um exemplo disto pode ser o exoplaneta HAT-P-1b, com cerca da metade da massa de Júpiter, mas com um diâmetro cerca de 1,38 vez maior.
COROT-3b, com uma massa de cerca de 22 Jupiteres, tem uma densidade média estimada de 26,4 g/cm3, valor maior do que o ósmio (22,6 g/cm3). A compressão extrema da matéria em seu interior faz com que a densidade aumente, já que é provavelmente constituído principalmente por hidrogênio. A gravidade da superfície é também muito alta, mais de 50 vezes maior do que a da Terra.
Em 2012, o superjúpiter Kappa Andromedae b foi fotografado perto da estrela Kappa Andromedae, orbitando a 1,8 vez a distância a que Netuno orbita o Sol.

## Leituras externas
- Brown dwarfs: Failed stars, super Jupiters (2008)